# La ciudad sin nombre
La ciudad sin nombre (título original en inglés: The Nameless City) es un relato fantástico escrito por H. P. Lovecraft en 1921.

## Descripción
En el relato puede leerse:

«Perdida  en el desierto de Arabia se halla la Ciudad sin  nombre, ruinosa y desmembrada, con sus bajos muros semienterrados en las arenas de incontables años. Así  debía de encontrarse ya, antes de que pusieran las  primeras piedras  de  Menfis, y cuando aún no se habían cocido los  ladrillos  de Babilonia.  No hay leyendas tan antiguas que recojan su nombre  o la  recuerden  con  vida; pero se  habla  de  ella  temerosamente alrededor  de  las fogatas, y las abuelas cuchichean  sobre  ella también  en  las tiendas de los jeques, de forma  que  todas  las tribus la evitan sin saber muy bien la razón.»
(Dagón y otros cuentos macabros)

La narración sobre esta ciudad olvidada, que Lovecraft sitúa en medio del desierto de Arabia, se postula que parece inspirarse en la antigua Irem, la Ciudad de los pilares, que por mucho tiempo se creyó legendaria a pesar de que Las mil y una noches e incluso el Corán se referían a ella como una ciudad de Oriente medio.
Algunos, igualmente tratan de relacionar esta ciudad con Volubilis, una antigua ciudad romana anclada en el desierto de Marruecos.

## Sinopsis

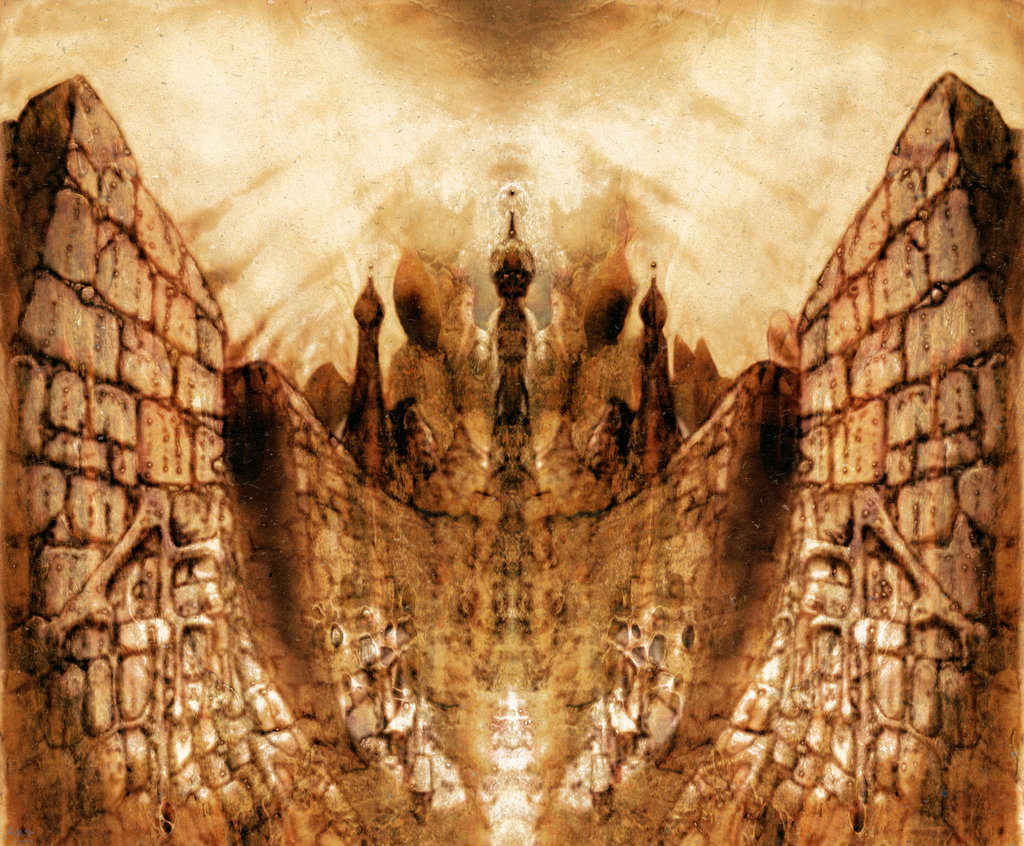
La ciudad sin nombre,
ilustración de leothefox.

Un arqueólogo, al escuchar los relatos y mitos que rodean a la Ciudad Sin Nombre decide emprender un viaje hacia la misma. Cuando llega nota la antigüedad de la metrópoli, siendo esta demasiado arcaica para ser obra del hombre. Al adentrarse en las profundidades descubre que los verdaderos constructores y dirigentes de esa ciudad fueron en realidad seres alienígenas ancestrales, con aspecto reptiliano, baja estatura y una fealdad grotesca, que en su época fueron objeto de adoración de los primeros hombres antes de caer en la decadencia y posteriormente en la caída de su reino espectral.